# Colomà de Stockerau
|  | Per a altres significats, vegeu «Colomà». |

Colomà o Colman de Stockerau o de Melk (Irlanda, segona meitat del segle x - Stockerau, 1012) fou un religiós irlandès o escocès, mort a Àustria mentre viatjava com a pelegrí. És venerat com a sant per l'Església catòlica.

## Biografia
Colomà era un monjo originari d'Irlanda o Escòcia, potser d'una nissaga reial. Mentre feia un pelegrinatge a Jerusalem, en pasar per Stockerau, a uns vint kilòmetres de Viena, va ésser acusat d'ésser espia i fou detingut. Com que no parlava alemany, no es va poder defendre i fou penjat amb altres lladres, morint a la forca.

## Veneració
En 1015, les seves relíquies van ésser portades a Melk pel bisbe Megingar i a demanda del margraf Enric I d'Àustria. Immediatament, Colomà fou objecte d'un culte popular que s'estengué per tot Àustria, on moltes capelles i església li van ésser dedicades, Suàbia, Palatinat, Hongria i Baviera.
Una llegenda diu que el seu cos romangué incorrupte durant divuit mesos, sense que les bèsties s'hi apropessin. La mateixa bastida de la forca va arrelar i va florir-hi branques i fulles: una de les branques es conserva a l'altar major de l'església dels franciscans de Stockerau.

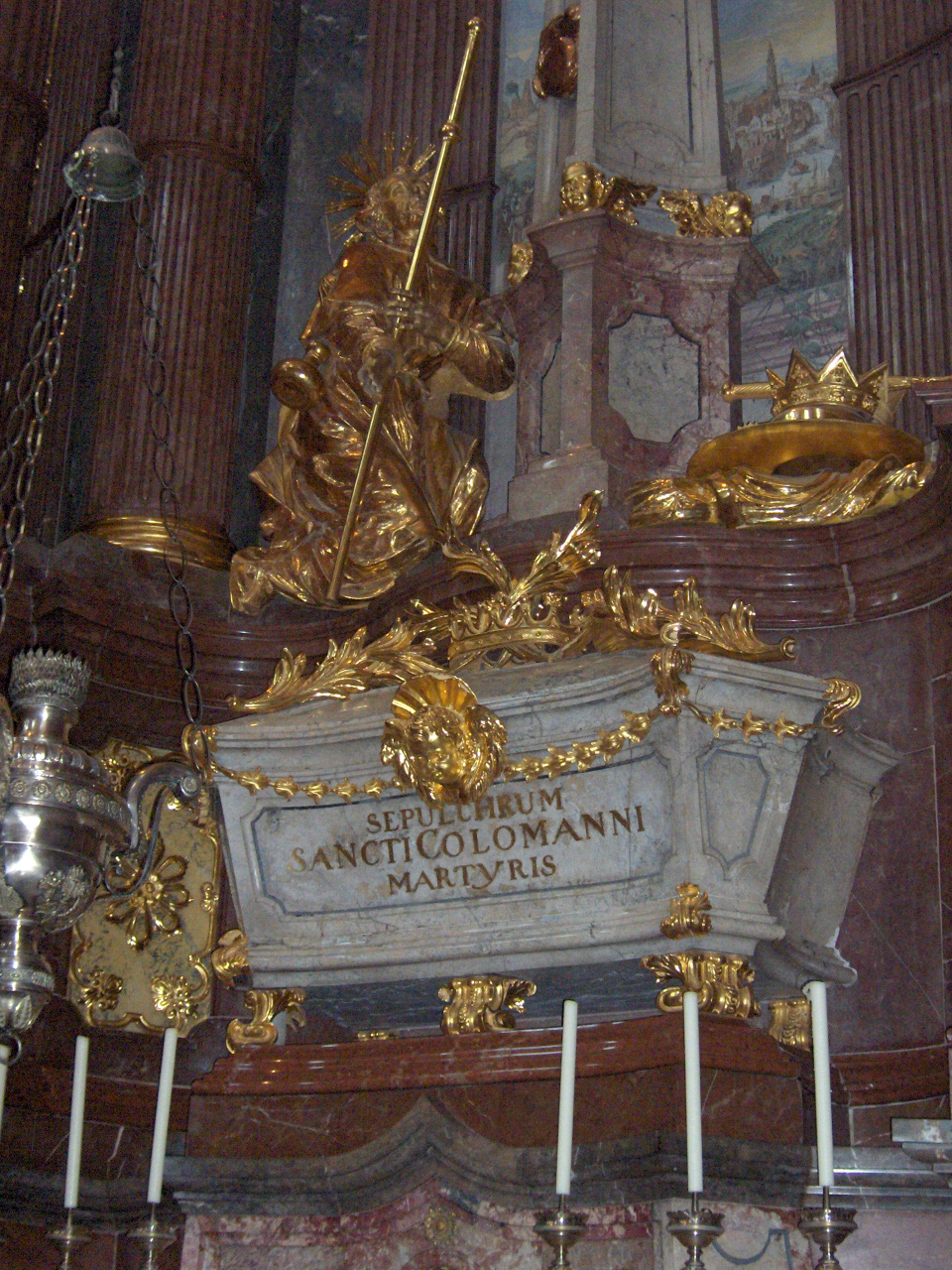
Tomba del sant a l'abadia de Melk, amb la imatge a sobre.
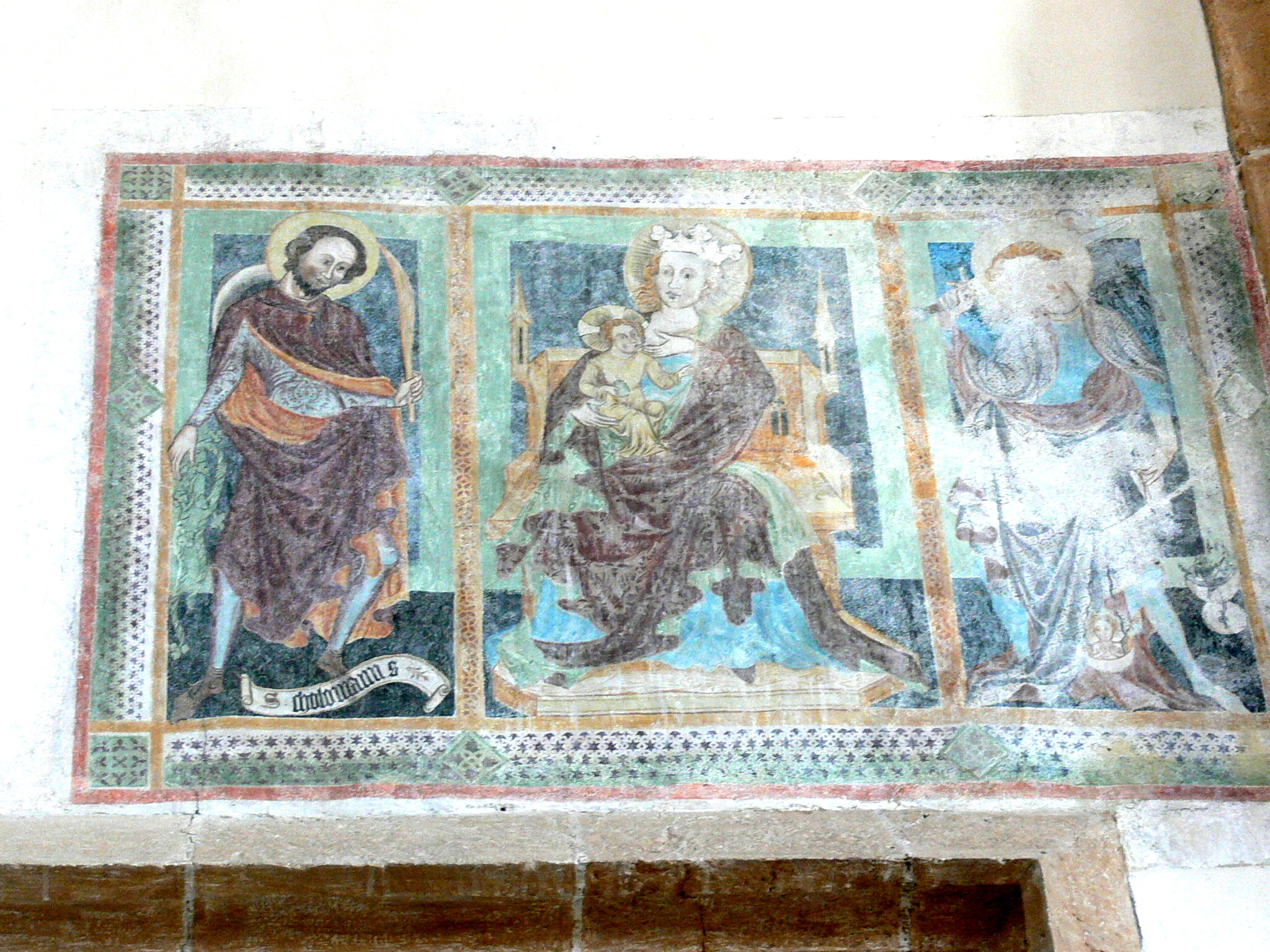
Fresc a Oberwölz, 1420, amb el sant a l'esquerra
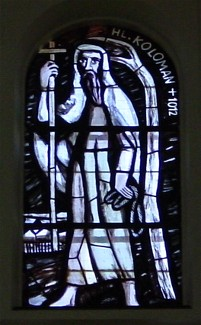
Vitrall modern
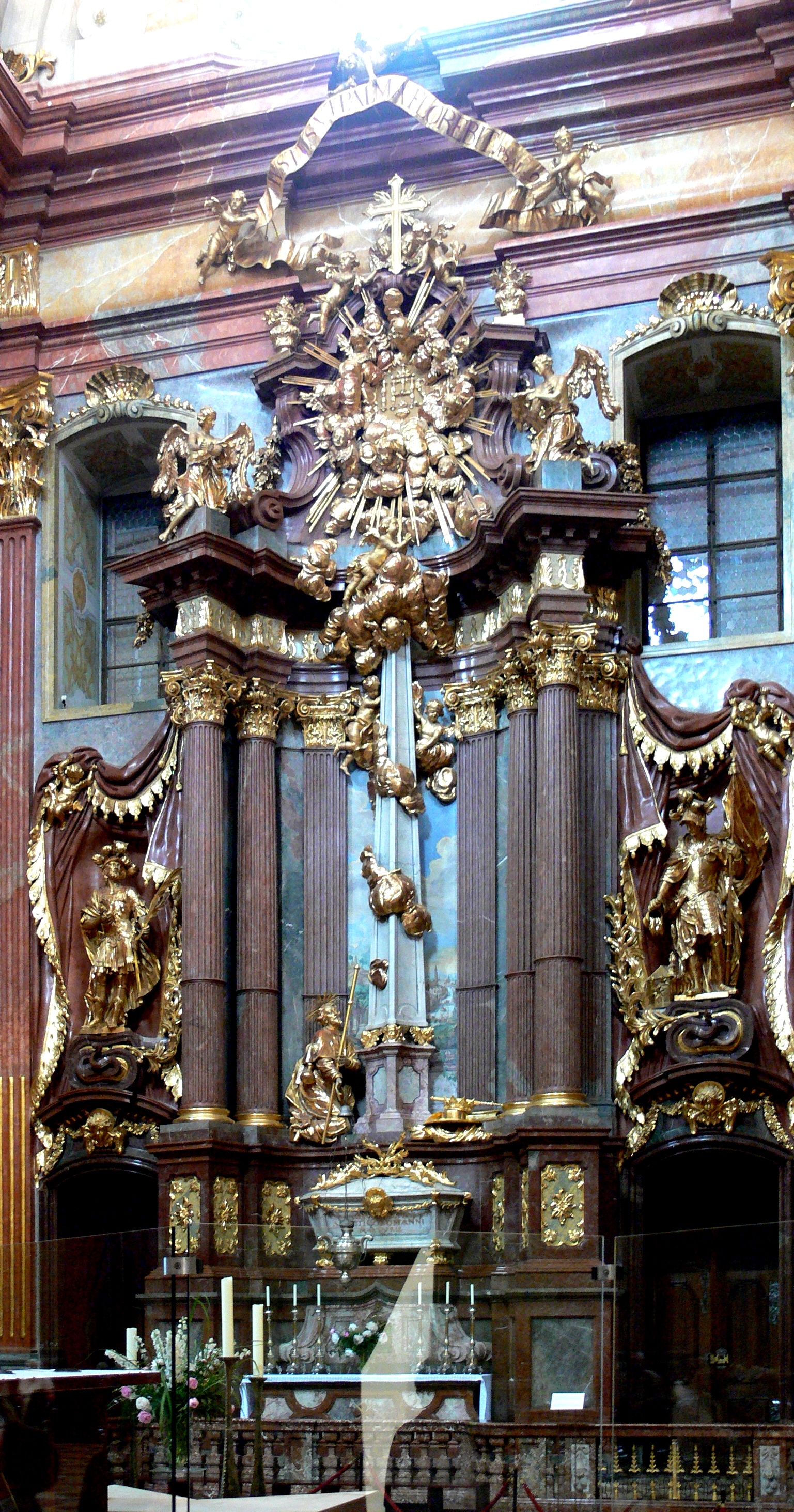
Capella i tomba del sant a Melk